# Густав Херлинг-Груђински
Густав Херлинг-Груђински (пољ. Gustaw Herling-Grudziński; Кјелце, 20. мај 1919 — Напуљ, 4. јул 2000) био је пољски писац, есејиста, књижевни критичар, новинар и војно лице. Сматра се једним од најистакнутијих интелектуалаца Пољске културе XX века. Због успостављања комунистичке власти у родној земљи, већи део живота је провео изван домовине.
Од ране младости интересовао се за хуманистиче области људске делатности. Студирао је полинистику у Варшави, али је студије прекинуо због почетка Другог светског рата. Провео је две године у совјетском гулагу од 1940. до 1942. године. Након што је помилован, прикључио се армији генерала Андерса, те је прешавши преко Казахстана и Блиског истока у Италију, учествовао у бици на Монте Касину, где је био тешко рањен. Пошто је у Пољској након рата био уведен комунизам, одлучио је да се не врати у своју домовину. Од 1945. до 1955. живео је у Италији, Уједињеном Краљевству и Немачкој, да би се од 1955. трајно настанио у Италији, тачније у Напуљу. У Пољској је до промена 1990. био забрањен и непознат, да би тек у својој последњој деценији живота доживео да буде објављиван и признат у домовини. Добио је бројна признања и почасне докторате неколико универзитета.
Најпознатији је по мемоарима „Други свет”, са којима је постао један од првих писаца који је проговорио о совјетским гулазима, али и по вишетомном дневнику који носи назив „Дневник писан ноћу”.

## Биографија
Густав Херлинг-Груђински је рођен у средишњој Пољској, у Кјелцама 1919. године. Потиче из породице јеврејског порекла. У Кјелцама је матурирао у Мушкој гимназији „Миколај Реј”. У средњој школи се заинтересовао за позориште и уређивање књижевно-друштвених часописа. У тој области дебитовао је већ у шестом разреду гимназије, објављујући рецензије, чланке и есеје у низу познатих часописа. Био је активан и у елитном Кружоку полониста, што му је омогућило да се још као гимназијалац сусретне са делима најзначајних мислилаца његовог времена - делима Бжозовског, Ижиковског, Пигоња, Крочеа и другима. Студирао је полинистику на Универзитету „Јузеф Пилсудски” у Варшави. Студије је прекинула Немачка и Совјетска окупација Пољске 1939, то јест, избијање Другог светског рата.
Заједно са својим пријатељима основао је „Пољску народну акцију ослобољења” 15. октобра 1939. Та левичарска организација се сматра једном од првих организација за ослобођење Пољске. Након њеног неуспеха склонио се у Лавов, а потом у Гродно, где је на кратко радио у луткарском позоришту. У марту 1940. покушао је да побегне у Литванију, али га је НКВД ухапсила и осудила под оптужбом за шпијунажу на петогодишњу робију у совјетском логору. Пре логора боравио је у затворима у Витебску, Лењинграду и Вологди, одакле су га пребацили у радни логор у Јерцеву на Белом мору. Помилован је 1942, те се прикључио војсци у борби против Нациста. Борио се у редовима Другог корпуса армије генерала Владислава Андерса на Блиском и Средњем истоку, у Персији, Ираку, Палестини, Египту, северној Африци, Италији. Учествовао је у бици за Монте Касину, за шта је одликован крстом Виртути Милитари. Пошто је био тешко рањен у Монте Касину, опорављао се у Италији, где је остао све до 1947.
Након опоравка одлучио је да се не врати у Пољску, која је била припојена Совјетском блоку. Из Италије се преселио у Лондон, где је живео од 1947. до 1952. Радио је као новинар и сарађивао је са књижевним часописом „Новости”. Објавио је књигу „Други свет” 1951. У њој је описао сопствено искуство заточеника у совјетском гулагу, ослакавајући наличје ауторативног комунистичког друштва. Предговор за књигу је написао Бернард Расел. Књига је лепо дочекана у интелектуалној јавности Енглеске. Ипак, Груђински се тешко прилагођавао животу у послератној Енглеској, све време је био у тешкој депресији, која се појачала када је његова жена Кристина Домањска, сликарка, извршила самоубиство 1952. Након ове трагедије, преселио се у Минхен, где је радио као политички коментатор на радију Слободна Европа од 1952. до 1955. године. У Минхену се и даље борио са депресијом, која се погоршавала услед конзумирања алкохола. Године 1955. оженио се Лидијом, ћерком Бенедета Крочеа. Пар се исте године трајно настанио у Напуљу.
У даљем току живота издржавао се бавећи се новинарством, преводећи са енглеског, италијанског и руског и пишући књижевна дела. Живео је повучено, комуницирајући са малим бројем људи путем преписке. Пољску је почео да посећује тек након пада комунизма.  

## Дела
- „Живи и мртви” (Żywi i umarli, 1945)
- „Други свет” (Inny świat, 1951)
- „Крила олтара” (Skrzydła ołtarza, 1960)
- „Други долазак” (Drugie przyjście, 1963)
- „Авети револуције” (Upiory rewolucji, 1969)
- „Дневник писан ноћу: 1971–1972” (Dziennik pisany nocą 1971–1972, 1973)
- „Дневник писан ноћу: 1973–1979” (Dziennik pisany nocą 1973–1979, 1980)
- „Путовање у Бурму” (Podróż do Burmy, 1983)
- „Дневник писан ноћу: 1980-1983” (Dziennik pisany nocą 1980-1983, 1984)
- „Прстен” (Pierścień, 1986)
- „Кула и друге приче” (Wieża i inne opowiadania, 1988)
- „Дневник писан ноћу: 1984–1988” (Dziennik pisany nocą 1984–1988, 1989)
- „Дневник писан ноћу: 1989–1992” (Dziennik pisany nocą 1989–1992, 1993)
- „Венецијански портрет” (Portret wenecki, 1995)
- „Дон Илдебрандо” (Don Ildebrando, 1997)
- „Врели дах пустиње” (Gorący oddech pustyni, 1997)
- „Бела ноћ љубави” (Biała noc miłości, 1999)
- „Библијско доба и смрт” (Wiek biblijny i śmierć, 2007)